# Ashton-Sandy Spring
Pour les articles homonymes, voir Sandy Spring.
Ashton-Sandy Spring est une census-designated place située dans le comté de Montgomery, dans l’État du Maryland, aux États-Unis. Lors du recensement de 2020, elle comptait 5 746 habitants.